# Igličar
Igličar (Hericium coralloides) je jestiva i ljekovita gljiva iz roda iglićara porodice Hericiaceae. Gljiva  najčešće raste na trulim stablima i panjevima jele. U Hrvatskoj je ima na Medvednici, u Gorskom kotaru te na Sjevernom Velebitu. Kako joj i latinsko ime kaže nalikuje na koralje, mladi su primjerci krem-bijele boje, starenjem   dobivaju žuto smećkasti ton. Raste od kraja ljeta i rane jeseni, može narasti do 30 cm promjera.
Igličar je u Hrvatskoj zakonom zaštićena gljiva.

## Ljekovitost
Sukladno kineskim stručnjacima[tko?] gljiva  po ljekovitosti ne zaostaje za poznatijim Hericium erinaceusom. Shodno tome  koriste ga  kod neurastenije, nesanice, impotencije, za jačanje živčanog sustava.

## Sastav
Na 100 g gljiva sadrži:
- 2,38 g masti
- 3,86 g manitola
- 0,0044 g kalcija
- 0,00677 g željeza
- 0,0085 g magnezija
- 1,188 g kalija
- 0,0586 natrija
- te oko 15,4 g bjelančevina.

Od bioaktivnih tvari ustanovljeni su koralocini A-C te hericerin.

## Vanjske poveznice
- Hericium coralloides  Arhivirana inačica izvorne stranice od 7. rujna 2013. (Wayback Machine)

### Drugi projekti
|  | Zajednički poslužitelj ima stranicu o temi Hericium coralloides    |
|  | Zajednički poslužitelj ima još gradiva o temi Hericium coralloides |
|  | Wikivrste imaju podatke o taksonu Hericium coralloides             |